# Вильгельм III (граф Веймара)
Вильгельм III (нем. Wilhelm III.; умер 16 апреля 1039) — граф Веймара с 1003 года, граф Айхсфельда в 1022 году, старший сын графа Вильгельма II.

## Биография
После смерти отца в 1003 году Вильгельм унаследовал его владения — графство Веймар. Кроме того, в 1022 году Вильгельм упоминается как граф Айхсфельд, но неизвестно, как он получил это владение. Из-за этого Айхсфельда Вильгельм оказался втянут в серьёзный конфликт с архиепископами Майнца.
Во время правления Вильгельма могущество графов Веймара в Тюрингии достигло своего апогея. Он находился в хороших отношениях с императором Генрихом II, который не раз давал Вильгельму различные поручения. Так в 1015 году Вильгельму была поручена защита Мейсенского замка.
Вильгельм умер 16 апреля 1039 года. Веймар унаследовал его старший сын Вильгельм IV, а другой сын, Оттон I, получил графство Орламюнде.

## Брак и дети
1-я жена: Берта. Детей от этого брака не было.
2-я жена: Ода Лужицкая (ок. 1015 — до 1068), вероятно дочь Титмара (IV), маркграфа Саксонской Восточной (Лужицкой) марки. Вторым браком она вышла замуж за графа Айленбурга Деди. Дети:
- Вильгельм IV (ум. 1062), граф Веймара с 1039, пфальцграф Саксонии с 1042, маркграф Мейсена с 1047
- Поппо (ум. 1046/1056)
- Оттон I (ум. 1067), граф Орламюнде с 1039, граф Веймара и маркграф Мейсена с 1062
- Арибо (ум. 1070), дьякон